# Turandot

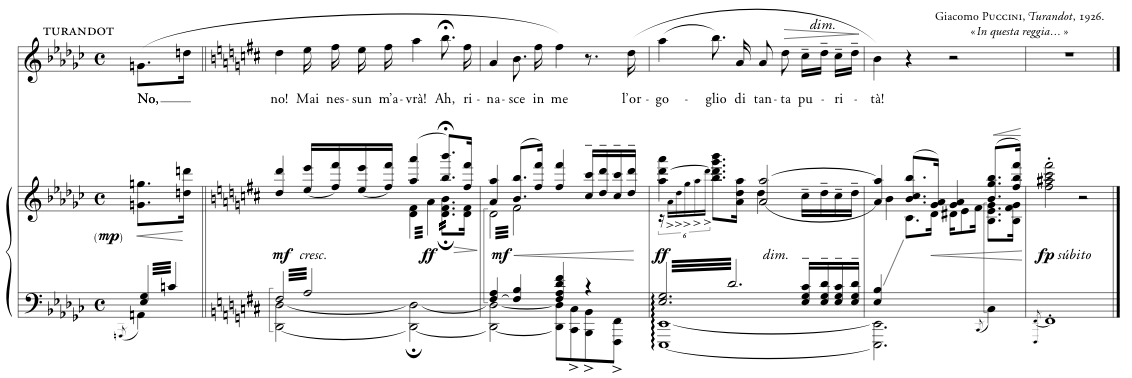
Citação de In questa reggia, uma das árias mais famosas da ópera.

Turandot, última ópera de Giacomo Puccini, composta em três atos, com libreto de Giuseppe Adami e Renato Simoni,  baseado numa peça (1762) de Carlo Gozzi com a adaptação de Friedrich von Schiller. Estreou no Teatro alla Scala em Milão em 25 de abril de 1926, sob a regência de Arturo Toscanini. Esta ópera ficou inacabada por causa da morte do autor, a 29 de novembro de 1924, sendo completada por Franco Alfano. Arturo Toscanini não gostou do final que Franco Alfano deu à ópera de Puccini; por isso, na cena de morte de Liù, virou-se para a plateia e disse: "Senhoras e Senhores, aqui parou Giacomo Puccini".
Em Turandot, Puccini mostra a veia sadomasoquista que havia manifestado em Suor Angelica, Madama Butterfly e Tosca ("meus instintos neuróticos", dizia ele).[carece de fontes?] O triunfo final de duas personagens que se comportam de forma censurável (Turandot e o príncipe Calaf) chocou algumas pessoas, apesar da partitura de um melodismo fluido, extremamente quente, melancólico e sensual, típico de Puccini. Esta ópera, na qual Puccini importa temas musicais de origem chinesa, assim como a Aïda de Giuseppe Verdi, é um verdadeiro deleite para os cenógrafos, pois permite a criação de cenários monumentais.

## Personagens
| Altum, imperador da China         | Tenor    |
| Princesa Turandot, filha de Altum | Soprano  |
| Timur, rei exilado dos tártaros   | Baixo    |
| Calaf, filho de Timur             | Tenor    |
| Liù, escrava de Timur             | Soprano  |
| Ping, Chanceler                   | Barítono |
| Pang, Ministro da Dispensa        | Tenor    |
| Pong, Grande Cozinheiro           | Tenor    |
| Um Mandarim                       | Baixo    |

## Sinopse

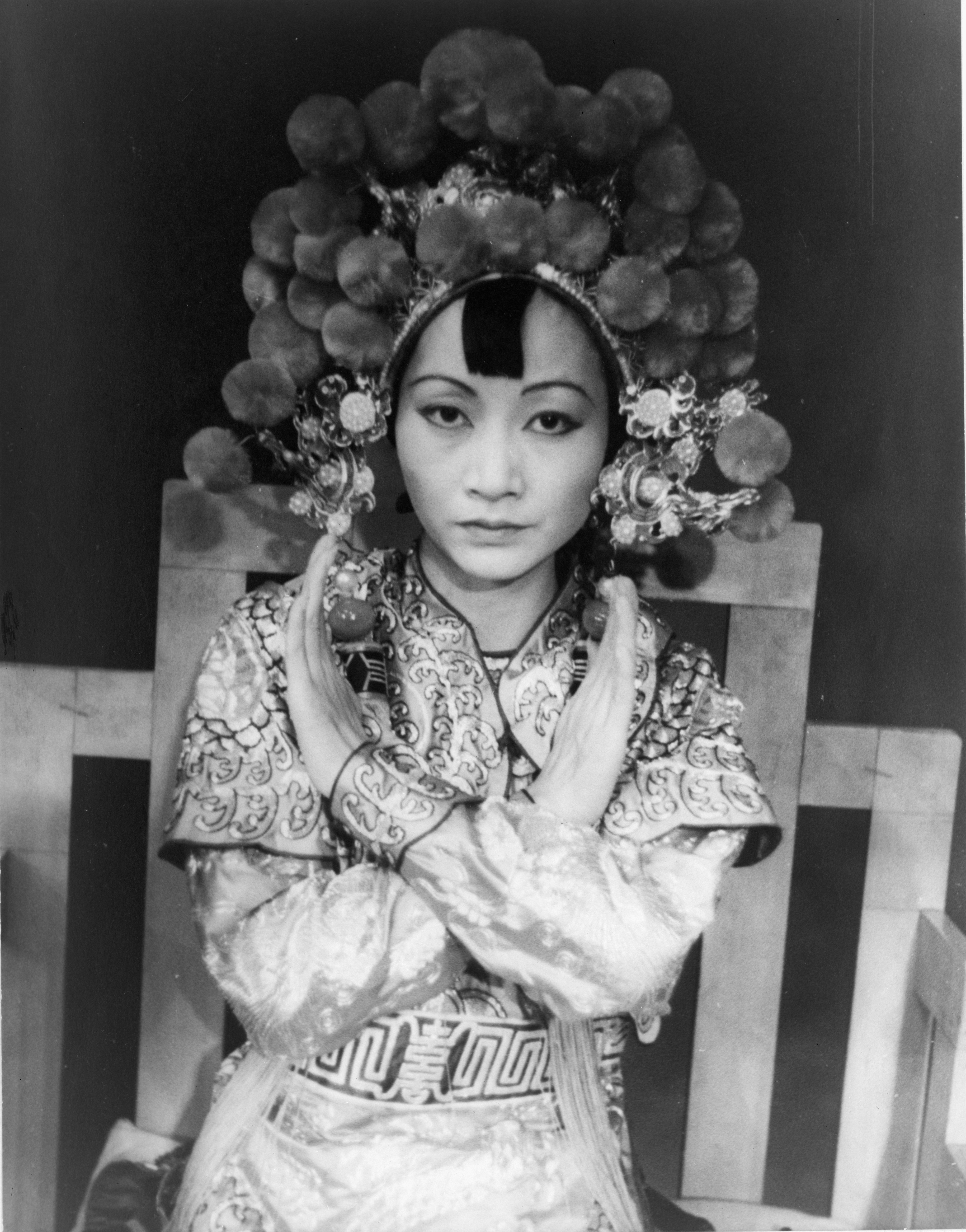
Anna May Wong.

A Princesa Turandot, filha do Imperador Altum da China, odeia todos os homens, e jura que jamais se entregará a nenhum deles; isto devido a um fato ocorrido na família imperial que a traumatizou para sempre: o estupro e assassinato da princesa Lo-u-Ling, quando os tártaros invadiram e conquistaram a China. Seu pai, porém, exige que ela se case, por razões dinásticas, e para respeitar as tradições chinesas. A princesa concorda; porém, com uma condição: ela proporá três enigmas a todos os candidatos, que arriscarão a própria cabeça se não acertarem todos os três, e somente se casará com aquele que decifrar todas as três duríssimas charadas. A crueldade e frieza da princesa não fazem mais do que atiçar a paixão do Príncipe Desconhecido, filho do deposto rei dos tártaros, que decide arriscar a própria vida para conseguir a mão da orgulhosa princesa. Ele consegue, após a derrota de todos os outros candidatos, até porque é o único que compartilha da natureza sádica e egoísta da princesa, sendo capaz de entendê-la.

### Ato I
Pequim. Um arauto do governo imperial anuncia à multidão, reunida na Praça da Paz Celestial, o decreto do imperador Altum: a Princesa Turandot desposará aquele que, de sangue real, decifre os três enigmas que ela proporá. Aquele que se arriscar, porém, e fracassar, pagará com a vida. O Príncipe da Pérsia acaba de tentar, mas não teve sorte: será executado ao nascer da lua. A multidão mal pode esperar para ter o prazer de assistir à execução (Perché tarda la luna?). No meio dessa turba ensandecida está o velho Timur, incógnito príncipe destronado dos tártaros, e sua fiel servidora Liù. O Príncipe Desconhecido, filho de Timur, exulta de alegria ao reencontrar seu pai, que julgava morto. A lua surge no céu. Aparece o Príncipe da Pérsia a caminho do patíbulo; longe de parecer assustado diante da morte, ele parece estar num êxtase místico, embriagado pela beleza de Turandot. Aqui a princesa entra em cena pela primeira vez. Tomados de compaixão pelo jovem príncipe, todos suplicam-lhe por clemência; mas, ao invés, sem hesitar um só segundo, num gesto imperioso, frio, e cruel, ela dá o sinal ao carrasco que faz descer o machado no pescoço do príncipe. É neste exato momento que o Príncipe Desconhecido se apaixona por Turandot, e anuncia sua intenção de se candidatar à mão da princesa. Todos tentam demovê-lo da ideia: seu pai, os três ministros imperiais Ping, Pang e Pong, e Liù que, numa comovente ária, Signore ascolta, confessa que está apaixonada pelo príncipe desde o dia em que pela primeira vez o viu sorrir no palácio real. O Príncipe responde pedindo-lhe que nunca deixe de tomar conta de seu velho pai, se ele vier a faltar (Non piangere Liù). Aos gritos gerais de louco! insensato! o que estás fazendo? - o príncipe toma do martelo, e dá três golpes no gongo, sinal de que está se candidatando à mão de Turandot.

### Ato II
Os três ministros Ping, Pang e Pong discutem o destino da China, e comentam que, desde que Turandot começou a reinar, ninguém mais tem paz no Celeste Império: o machado e os instrumentos de tortura funcionam noite e dia. Monta-se a cena diante do Palácio Imperial para a cerimônia dos enigmas. Surge em cena o velho imperador Altum, que tenta convencer o jovem pretendente a desistir: "Permite, meu filho, que eu possa morrer sem levar para o túmulo essa culpa pela tua jovem vida, muito sangue já correu!" Mas é tudo em vão, a obstinação do jovem Príncipe Desconhecido deixa todos estupefatos. Surge Turandot, que olha o candidato com olhar frio, impassível, e cheio de desdém. Sua voz se faz soar pela primeira vez: "Neste palácio (In questa Reggia), já faz mais de mil anos, um grito desesperado ressoou; e aquele grito, da flor da minha estirpe, um eco eterno na minh'alma deixou. Princesa Lo-u-Ling!… Há séculos ela dorme na sua tumba enorme! Estrangeiro, desiste! Os enigmas são três, a morte é uma." Tendo o príncipe recusado sua última chance de escapar ileso, Turandot expõe seu primeiro enigma. "Qual é o fantasma que nasce todas as noites, apenas para morrer quando chega a manhã?" "É a esperança," responde o príncipe. Os três sábios do reino consultam o livro das respostas: primeira resposta, correta. Turandot, por um breve momento, parece ter sentido um choque, mas não se deixa abater, e diz cheia de escárnio: "Sim! A esperança que ilude sempre!" Impassível, ela propõe o segundo enigma: "O que é vermelho e quente como a chama, mas não é chama?" "O sangue," responde o príncipe. Os sábios consultam seus livros: a segunda resposta também está correta. Agora, Turandot parece ter perdido um pouco a compostura, mas se convence de que nem tudo está perdido. Vem o terceiro enigma: "Qual é o gelo que te faz pegar fogo?" "Turandot." "Turandot! Turandot!" gritam os sábios em coro. Resposta correta! Agora, o desespero toma conta de Turandot, que se atira nos braços do pai: "Pai, não me obrigue a entregar-me a este estrangeiro!"  Mas seu pai lhe responde que nada pode fazer: o juramento é sagrado. O Príncipe Desconhecido, porém, afirma que não quer ter Turandot contra a vontade da princesa. Ele propõe-lhe, então, um único enigma; se ela responder corretamente, ele desiste dos seus direitos, e entrega sua cabeça ao carrasco. "Tens até a aurora," diz ele, "para descobrir meu nome."

### Ato III
Funcionários públicos percorrem as ruas de Pequim com lanternas acesas. Numa ditadura perfeita, onde ela tem poderes ilimitados, Turandot ordenou que ninguém durma esta noite em Pequim: todos devem ajudar a descobrir o nome do Príncipe Desconhecido. É então que o príncipe canta a celebérrima ária Nessun dorma (Que ninguém durma). Os três ministros Ping, Pang e Pong tentam fazer de tudo para convencer o jovem a desistir, oferecendo-lhe lindas mulheres, riquezas, e um visto de saída da China - mas tudo em vão. De repente, alguém se lembra de que viu o jovem príncipe em companhia de Liù e do velho. Turandot ordena que Liù seja torturada, até que revele o nome do príncipe; ela morre sem dizer uma palavra, numa das mortes mais comoventes de todas as óperas. O dia nasce com o velho chorando sobre o cadáver de Liù. "Liù, bondade! Liù, doçura! Liù, poesia!". Calaf, o principe desconhecido vê Turandot, ela pede que todos saiam e tem um duo com ele (este já composto por Franco Alfano) em que ela se revela humilde. Calaf conta qual é o seu nome, e os guardas chegam; Turandot restaura seu orgulho, mas na hora de falar qual é o nome de Calaf ela fala que o nome dele é "Amor".